# Syrphoctonus melanogaster
Syrphoctonus melanogaster är en stekelart som först beskrevs av Holmgren 1872.  Syrphoctonus melanogaster ingår i släktet Syrphoctonus och familjen brokparasitsteklar. Arten är reproducerande i Sverige. Inga underarter finns listade i Catalogue of Life.